# Gilly-sur-Loire
Gilly-sur-Loire és un municipi francès, situat al departament de Saona i Loira i a la regió de Borgonya - Franc Comtat. L'any 2007 tenia 487 habitants.

## Demografia

### Població
El 2007 la població de fet de Gilly-sur-Loire era de 487 persones. Hi havia 206 famílies, de les quals 56 eren unipersonals (36 homes vivint sols i 20 dones vivint soles), 77 parelles sense fills, 57 parelles amb fills i 16 famílies monoparentals amb fills.
La població ha evolucionat segons el següent gràfic:
Habitants censats

### Habitatges
El 2007 hi havia 276 habitatges, 211 eren l'habitatge principal de la família, 30 eren segones residències i 36 estaven desocupats. 264 eren cases i 12 eren apartaments. Dels 211 habitatges principals, 162 estaven ocupats pels seus propietaris, 45 estaven llogats i ocupats pels llogaters i 4 estaven cedits a títol gratuït; 11 tenien dues cambres, 34 en tenien tres, 86 en tenien quatre i 79 en tenien cinc o més. 162 habitatges disposaven pel capbaix d'una plaça de pàrquing. A 92 habitatges hi havia un automòbil i a 100 n'hi havia dos o més.

### Piràmide de població
La piràmide de població per edats i sexe el 2009 era:
| Homes | Edats   | Dones |
| ----- | ------- | ----- |
| 0     | 95 o +  | 0     |
| 0     | 90 a 94 | 4     |
| 8     | 85 a 89 | 4     |
| 0     | 80 a 84 | 0     |
| 4     | 75 a 79 | 8     |
| 8     | 70 a 74 | 4     |
| 24    | 65 a 69 | 24    |
| 24    | 60 a 64 | 28    |
| 8     | 55 a 59 | 16    |
| 28    | 50 a 54 | 16    |
| 24    | 45 a 49 | 12    |
| 32    | 40 a 44 | 20    |
| 12    | 35 a 39 | 36    |
| 16    | 30 a 34 | 8     |
| 8     | 25 a 29 | 8     |
| 16    | 20 a 24 | 0     |
| 16    | 15 a 19 | 28    |
| 12    | 10 a 14 | 20    |
| 16    | 5 a 9   | 16    |
| 20    | 0 a 4   | 20    |

## Economia
El 2007 la població en edat de treballar era de 312 persones, 224 eren actives i 88 eren inactives. De les 224 persones actives 199 estaven ocupades (114 homes i 85 dones) i 25 estaven aturades (9 homes i 16 dones). De les 88 persones inactives 43 estaven jubilades, 21 estaven estudiant i 24 estaven classificades com a «altres inactius».

### Ingressos
El 2009 a Gilly-sur-Loire hi havia 211 unitats fiscals que integraven 501 persones, la mediana anual d'ingressos fiscals per persona era de 16.355 €.

### Activitats econòmiques
Dels 20 establiments que hi havia el 2007, 1 era d'una empresa extractiva, 2 d'empreses de fabricació d'altres productes industrials, 5 d'empreses de construcció, 5 d'empreses de comerç i reparació d'automòbils, 3 d'empreses de transport, 2 d'empreses d'hostatgeria i restauració, 1 d'una empresa d'informació i comunicació i 1 d'una entitat de l'administració pública.
Dels 7 establiments de servei als particulars que hi havia el 2009, 1 era una oficina de correu, 2 paletes, 1 lampisteria, 2 electricistes i 1 restaurant.
L'únic establiment comercial que hi havia el 2009 era una botiga de menys de 120 m².
L'any 2000 a Gilly-sur-Loire hi havia 23 explotacions agrícoles que ocupaven un total de 1.360 hectàrees.

## Equipaments sanitaris i escolars
El 2009 hi havia una escola elemental integrada dins d'un grup escolar amb les comunes properes formant una escola dispersa.

## Poblacions més properes
El següent diagrama mostra les poblacions més properes.